# Santo Antônio do Leste
Santo Antônio do Leste is een gemeente in de Braziliaanse deelstaat Mato Grosso. De gemeente telt 3.573 inwoners (schatting 2009).